# Patrick Bouchitey
Patrick Bouchitey (Plancher-les-Mines, 11 agosto 1946) è un attore e regista francese.

## Biografia
È apparso in più di 80 film e show televisivi a partire dal 1972. Il suo film, Lune froide, partecipò al Festival di Cannes nel 1991.

## Filmografia parziale

### Regista
- Lune froide (1991)
- Imposture (2005)

### Attore
- La Meilleure Façon de marcher, regia di Claude Miller (1976)
- Uno, due, tre, stella! (Un, deux, trois, soleil!), regia di Bertrand Blier (1993)
- Nove mesi (Neuf mois), regia di Patrick Braoudé (1994)
- L'insolente (Beaumarchais, l'insolent), regia di Édouard Molinaro (1996)
- Amazone, regia di Philippe de Broca (2000)